# Condado de Dublin

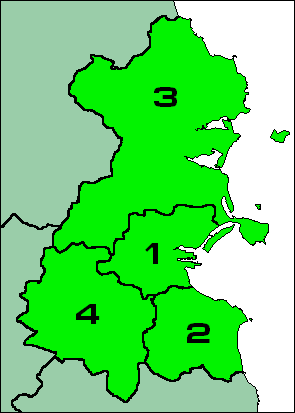
Mapa da Região de Dublim.

O Condado de Dublin ou de Dublim (em irlandês: Contae Bhaile Átha Cliath, em inglês: County Dublin) é uma antiga subdivisão administrativa da Irlanda que existiu na província de Leinster desde a formação dos condados da Irlanda, passando pelo seu reconhecimento oficial em 1898, até sua extinção e o desmembramento de seu território pelo Dáil Éireann em 1994.
Além da cidade de Dublin, que já detinha status administrativo especial desde 1898 e pode-se considerar um condado de pleno direito (county-borough), foram criados três novos condados para fins administrativos em 1994: Fingal a norte, Dublin meridional a sudoeste e Dun Laoghaire-Rathdown a sudeste.
O condado de Dublin permanece como um condado tradicional, apesar de não possuir funções administrativas, é geralmente respeitado para outros fins, principalmente culturais e esportivos.